# Ferdinand Staudenheim
Ferdinand von Staudenheim (23. ledna 1809 – 17. nebo 18. listopadu 1883 Štýrský Hradec) byl rakouský šlechtic a politik německé národnosti z Dolních Rakous, během revolučního roku 1848 poslanec Říšského sněmu.

## Biografie
Roku 1849 se uvádí jako rytíř Ferdinand von Staudenheim z Mühlhofu.
Během revolučního roku 1848 se zapojil do veřejného dění. Ve volbách roku 1848 byl zvolen i na ústavodárný Říšský sněm. Zastupoval volební obvod Neunkirchen. Tehdy se uváděl coby statkář. Rezignoval koncem roku 1848. Místo něj pak do parlamentu usedl Josef Steidler, ale jeho volba byla zneplatněna, takže nakonec ho v Říšském sněmu nahradil Joseph Franz Neumann.
Od května 1848 do července 1848 byl též poslancem celoněmeckého Frankfurtského parlamentu, kde oficiálně nepatřil k žádné poslanecké frakci, ale hlasoval s pravým středem.
Zemřel v listopadu 1883. Bylo mu 74 let. Příčinou úmrtí byla srdeční nemoc.